# Cnemaspis kottiyoorensis
Espèce
Cnemaspis kottiyoorensis est une espèce de geckos de la famille des Gekkonidae.

## Répartition
Cette espèce est endémique du Kerala en Inde.

## Description
Cnemaspis kottiyoorensis mesure, queue non comprise, jusqu'à 41,65 mm.

## Étymologie
Son nom d'espèce, composé de kottiyoor et du suffixe latin -ensis, « qui vit dans, qui habite », lui a été donné en référence au lieu de sa découverte, Kottiyoor.

## Publication originale
- Cyriac & Umesh, 2014 : Description of a New Ground-Dwelling Cnemaspis Strauch, 1887 (Squamata: Gekkonidae), from Kerala, Allied to C. wynadensis (Beddome, 1870). Russian Journal of Herpetology, vol. 21, no 3, p. 187-194.